# Bệnh tằm vôi
Bệnh tằm vôi do một loại nấm cứng trắng gây nên. Nấm bệnh vôi bám trên thân tằm hoặc côn trùng khác. Nấm phát triển với nhiệt độ và ẩm độ như nhiệt độ và ẩm độ của tằm ưa thích

## Đường lây nhiễm
Thường là qua da, qua vết thương trên da.

## Triệu chứng
Bệnh phát triển trên con tằm khỏe, quan sát kỹ thấy trên thân tằm có lấm chấm nhiều nốt trong suốt. Khi tằm chết ấn vào đầu, thân vẫn đàn hồi, toàn thân tằm cứng và trắng như vôi, phân hơi nhão, miệng ứa nước. Nhiễm bệnh ở tuổi 5 thì thời gian ủ bệnh kéo dài 5-7 ngày.

## Biện pháp phòng trừ
Khử trùng triệt để nhà và dụng cụ nuôi tằm, vệ sinh tốt đồng dâu, ủ phân tằm cẩn thận trước khi bón cho dâu. Trong nuôi tằm cần dùng vôi để hút ẩm và vệ sinh thân.